# Ortál Vriend
Ortál Vriend (Hoorn, 7 september 1992) is een Nederlands-Israëlische actrice.

## Biografie
Vriend volgde haar middelbareschoolopleiding aan de Regionale Scholengemeenschap Enkhuizen en studeerde in 2016 af aan de Toneelacademie Maastricht. Ze is vooral bekend geworden door de Nederlandse politieserie Flikken Rotterdam (2018–heden), waarin ze een van de hoofdrollen als rechercheur vertolkt. Verder is ze bekend door andere films/series, zoals Celblok H, 4JIM en Mocro Maffia. In 2019 deed ze mee aan het AVROTROS-programma De IJzersterkste en werd tweede.
In 2024 vertolkte Vriend de rol van Tamara Schut in de RTL 4-soap Goede tijden, slechte tijden.

## Filmografie
| Film/serie                      | Rol                  | Jaar       |
| ------------------------------- | -------------------- | ---------- |
| 4JIM                            | Anouk                | 2015       |
| Celblok H                       | Tamar Beukema        | 2016       |
| Flikken Maastricht              | Janneke Eurlings     | 2016       |
| Taal is zeg maar echt mijn ding | Desteny              | 2018       |
| Flikken Rotterdam               | Noucha van Vliet     | 2018–heden |
| Mocro Maffia                    | Lydia                | 2018–2020  |
| De IJzersterkste                | Deelneemster         | 2019       |
| De Veroordeling                 | Mireille             | 2020       |
| Der Amsterdam-Krimi             | Mandy                | 2020       |
| De Verraders                    | Verrader             | 2022       |
| BODEM                           | Davina               | 2024       |
| Goede tijden, slechte tijden    | Tamara Schut "Aziza" | 2024       |
| Invasie                         | Noa                  | 2024       |